# دانيال ساليناف
دانيال ساليناف (بالفرنسية: Danièle Sallenave) كاتبة فرنسية ولد في 28 أكتوبر 1940م بأنجير. عضوة بأكاديمية اللغة الفرنسية. حصلت على جائزة رينودو الأدبية عام 1980.

## روابط خارجية
- دانيال ساليناف على موقع IMDb (الإنجليزية)